# Nguyễn Thị Huyền
Nguyễn Thị Huyền (* 19. Mai 1993 in Nam Định) ist eine vietnamesische Sprinterin und Hürdenläuferin, die sich auf die 400-Meter-Distanz spezialisiert hat. 2017 wurde sie Asienmeisterin im 400-Meter-Hürdenlauf sowie in der 4-mal-400-Meter-Staffel und gewann zahlreiche weitere Medaillen bei Meisterschaften auf kontinentaler Ebene.

## Sportliche Laufbahn
Erste Erfahrungen bei internationalen Wettbewerben sammelte Nguyễn Thị Huyền bei den Südostasienspielen 2011 in Palembang. Dort gewann sie in 3:45,03 min die Bronzemedaille mit der vietnamesischen 4-mal-400-Meter-Staffel hinter den Teams aus Thailand und Indonesien und belegte im 400-Meter-Hürdenlauf in 59,73 s den vierten Platz. Im Jahr darauf siegte sie bei den Juniorenasienmeisterschaften in Colombo in 59,92 s und qualifizierte sich damit für die Juniorenweltmeisterschaften in Barcelona, bei denen sie mit 62,01 s im Vorlauf ausschied. 2013 nahm sie an den Asienmeisterschaften in Pune teil und belegte dort in 61,68 s den fünften Platz. Bei den Südostasienspielen in Naypyidaw gelangte sie in das Finale, trat dort aber nicht zum Finallauf an, gewann aber mit der Staffel mit neuem Landesrekord von 3:36,92 min die Silbermedaille hinter Thailand. 2014 nahm sie erstmals an den Asienspielen im südkoreanischen Incheon teil und belegte dort Platz in 53,79 s sieben im 400-Meter-Lauf und wurde mit der Staffel in 3:33,20 min Fünfte. 2015 siegte sie bei den Südostasienspielen in Singapur in 52,00 s über 400 Meter sowie in 56,15 s über 400 m Hürden und auch mit der Staffel gewann sie mit neuem Spielerekord von 3:31,46 min die Goldmedaille. Sie qualifizierte sich damit für die Weltmeisterschaften  in Peking, bei denen sie im Hürdenlauf mit 57,31 s in der ersten Runde ausschied. 
2016 nahm sie an den Olympischen Spielen in Rio de Janeiro teil, schied dort aber mit 52,97 s über 400 Meter als auch im Hürdenlauf mit 57,87 s in der Vorrunde aus. 2017 siegte sie bei den Asienmeisterschaften in Bhubaneswar in 56,14 s im Hürdenlauf und gewann mit der Staffel in 3:33,22 min ursprünglich die Silbermedaille hinter Indien. Der indischen Mannschaft wurde jedoch die Goldmedaille wegen eines Dopingvergehens aberkannt und die Goldmedaille Vietnam zugesprochen. Bei den Südostasienspielen in Kuala Lumpur wiederholte sie ihren Erfolg von 2015 und gewann drei Goldmedaillen und stellte im Hürdenlauf mit 56,06 s auch einen neuen vietnamesischen Rekord auf. Nachdem sie 2018 und 2019 kaum Wettkämpfe bestritten hatte, kehrte sie im Dezember 2019 mit einem Sieg bei den Südostasienspielen in 52,80 s über 400 Meter und in 56,90 s im Hürdenlauf zu Alter Klasse zurück. 2022 siegte sie in 52,83 s über 400 Meter bei den Südostasienspielen in Hanoi und gewann über 400 m Hürden in 56,41 s die Silbermedaille hinter Quách Thị Lan. Zudem sicherte sie sich in der Mixed-Staffel in 3:19,37 min die Silbermedaille hinter Thailand und siegte mit der Frauenstaffel in 3:37,99 min. Quách Thị Lan wurde 2023 wegen eines Dopingvergehens gesperrt und ihre Medaillen aberkannt, wodurch Nguyễn über 400 m Hürden auf die Goldposition nachrückte, jedoch verlor auch sie ihre Medaillen in den Staffelbewerben. Im Jahr darauf gewann sie bei den Hallenasienmeisterschaften in Astana in 54,67 s die Silbermedaille über 400 Meter hinter der Kasachin Elina Michina. Im Mai siegte sie in 56,29 s bei den Südostasienspielen in Phnom Penh über 400 m Hürden und sicherte sich in 53,27 s die Silbermedaille über 400 Meter hinter der Malaysierin Shereen Vallabouy. Zudem siegte sie in 3:33,05 min mit der 4-mal-400-Meter-Staffel und in 3:21,27 min auch in der Mixed-Staffel. Anschließend belegte sie bei den Asienmeisterschaften in Bangkok in 58,36 s den fünften Platz über 400 m Hürden und siegte mit der Frauenstaffel in 3:32,36 min gemeinsam mit Nguyễn Thị Ngọc, Minh Hạnh Hoàng Thị und Nguyễn Thị Hằng. Im Oktober verpasste sie bei den Asienspielen in Hangzhou mit 58,49 s den Finaleinzug über 400 m Hürden und belegte mit der Staffel in 3:31,61 min den vierten Platz.
In den Jahren 2013 und 2017 sowie 2019 und 2021 wurde Nguyễn vietnamesische Meisterin im 400-Meter-Hürdenlauf sowie 2017, 2019 und 2021 auch über 400 Meter und 2021 in der 4-mal-400-Meter-Staffel.

## Persönliche Bestleistungen
- 200 Meter: 24,60 s, 16. August 2012 in Ho-Chi-Minh-Stadt
- 400 Meter: 52,00 s, 12. Juni 2015 in Singapur
  - 400 Meter (Halle): 54,67 s, 11. Februar 2023 in Astana
- 400 m Hürden: 56,06 s, 22. August 2017 in Kuala Lumpur